# Helcyra masinia
Helcyra masinia är en fjärilsart som beskrevs av Hans Fruhstorfer 1903. Helcyra masinia ingår i släktet Helcyra och familjen praktfjärilar. Inga underarter finns listade i Catalogue of Life.